# Ekatita
L'ekatita és un mineral de la classe dels òxids. Va ser anomenada en honor de Dieter Ekat (1935-1996), enginyer de mines namibià i propietari de la mina Rubikon.

## Característiques
L'ekatita és un arsenit de fórmula química (Fe3+,Fe2+,Zn)₁₂(AsO₃)₆(AsO₃,SiO₃OH)₂(OH)₆. Cristal·litza en el sistema hexagonal. La seva duresa a l'escala de Mohs és 3.
Segons la classificació de Nickel-Strunz, l'ekatita derbylita pertany a «04.JB: Arsenits, antimonits, bismutits; amb anions addicionals, sense H₂O» juntament amb els següents minerals: fetiasita, manganarsita, magnussonita, nanlingita, asbecasita, stenhuggarita, trigonita, finnemanita, gebhardita, derbylita, tomichita, graeserita, hemloïta, freedita i georgiadesita.

## Jaciments
L'ekatita va ser descoberta a la mina Tsumeb (Regió d'Oshikoto, Namíbia). Es tracta de l'únic indret on ha estat trobada aquesta espècie mineral.